# Conway (Massachusetts)
Pour les articles homonymes, voir Conway.
Conway est une ville du comté de Franklin au Massachusetts.
Sa population était de 1,897 habitants en 2010.